# Cyclisme au Festival olympique de la jeunesse européenne 2023
Navigation
2022 2025
Les épreuves de cyclisme sur route au Festival olympique de la jeunesse européenne 2023 ont lieu à Maribor en Slovénie du 25 au 27 juillet 2023.

## Résultats

### Cyclisme sur route
| Épreuves         | Or                     | Argent                    | Bronze                 |         |         |         |
| Garçons          | Garçons                | Garçons                   | Garçons                | Garçons | Garçons | Garçons |
| ---------------- | ---------------------- | ------------------------- | ---------------------- | ------- | ------- | ------- |
| Course en ligne  | Max Hinds (GBR)        | Alessio Magagnotti (ITA)  | Heimo Fugger (AUT)     |         |         |         |
| Contre la montre | Gijs Schoonvelde (NED) | Conor Murphy (IRL)        | Benedikt Benz (GER)    |         |         |         |
| Filles           |                        |                           |                        |         |         |         |
| Course en ligne  | Linda Sanarini (ITA)   | Paula Jessica Ostiz (ESP) | Maria Okrucińska (POL) |         |         |         |
| Contre la montre | Megan Arens (NED)      | Erin Boothman (GBR)       | Jente Koops (NED)      |         |         |         |

### VTT
| Épreuves      | Or                   | Argent               | Bronze                      |         |         |         |
| Garçons       | Garçons              | Garçons              | Garçons                     | Garçons | Garçons | Garçons |
| ------------- | -------------------- | -------------------- | --------------------------- | ------- | ------- | ------- |
| Cross-country | Kryštof Bažant (CZE) | Elias Hückmann (GER) | Valentin Hofer (AUT)        |         |         |         |
| Filles        |                      |                      |                             |         |         |         |
| Cross-country | Anja Grossmann (SUI) | Lise Revol (FRA)     | Maruša Tereza Šerkezi (SVN) |         |         |         |

## Tableau des médailles
| Rang  | Nation          | Or | Argent | Bronze | Total |
| ----- | --------------- | -- | ------ | ------ | ----- |
| 1     | Pays-Bas        | 2  | 0      | 1      | 3     |
| 2     | Grande-Bretagne | 1  | 1      | 0      | 2     |
| 2     | Italie          | 1  | 1      | 0      | 2     |
| 4     | Suisse          | 1  | 0      | 0      | 1     |
| 4     | Tchéquie        | 1  | 0      | 0      | 1     |
| 6     | Espagne         | 0  | 1      | 0      | 1     |
| 6     | France          | 0  | 1      | 0      | 1     |
| 6     | Irlande         | 0  | 1      | 0      | 1     |
| 9     | Allemagne       | 0  | 1      | 1      | 2     |
| 10    | Autriche        | 0  | 0      | 2      | 2     |
| 11    | Pologne         | 0  | 0      | 1      | 1     |
| 11    | Slovénie        | 0  | 0      | 1      | 1     |
| Total | Total           | 6  | 6      | 6      | 18    |